# فاكوندو توباريس
فاكوندو توباريس (بالإسبانية: Facundo Tobares)‏ (ولد في 23 مارس 2000 في بويرتو سانتا كروز، الأرجنتين) لاعب كرة قدم أرجنتيني يجيد اللعب في مركز المهاجم. يلعب حاليا لصالح المنامة البحريني منذ 2023.